# Gavignano
Gavignano ist eine italienische Gemeinde in der Metropolitanstadt Rom in der Region Latium mit 1872 Einwohnern (Stand 31. Dezember 2023).

## Geografie
Gavignano liegt 60 km südöstlich von Rom im nördlichen Teil der Monti Lepini, auf einem Hügel über dem Sacco-Tal. Die Gemeinde grenzt an Paliano, Anagni, Montelanico und Segni. Zur Gemeinde gehört der Ortsteil Rossilli.

### Verkehr
Gavignano liegt 8 km von der Ausfahrt Anagni an der Autobahn A1 Autostrada del Sole von Rom nach Neapel entfernt.
Der nächste Bahnhof, Anagni-Fiuggi, an der Bahnstrecke Rom-Cassino-Neapel, liegt 5 km vom Ortszentrum entfernt.

## Geschichte
Auf dem Gemeindegebiet, in der Nähe der Via Latina, gab es in römischer Zeit mehrere Landvillen. Im Mittelalter wurde der Ort ab dem Jahr 1000 bebaut. Bezeugt ist Gavignano um 1161 als Castrum Gavinani in einer Urkunde des Papstes Alexander III. Als Lehen gehörte er den Conti, Grafen von Segni. 1495 wurde Gavignano von den Truppen des Königs Karl VIII. zerstört, und unter dem Kardinal Francesco Conti in den ersten Jahrzehnten des 16. Jahrhunderts neu errichtet, jedoch im Jahre 1557 beim Italienfeldzug des Herzogs von Alba erneut zerstört. Im Jahre 1597 gewährte Kardinal Pietro Aldobrandini Gavignano Selbstverwaltung. Bis 1816 gehörte der Ort den Familien Pamphilj und Aldobrandini.
Die Gemeinde lebt von Landwirtschaft (Getreide, Oliven- und Weinbau), es gibt eine Mineralwasserfabrik (Fonte Gabinia) und Handwerksbetriebe.

## Bevölkerungsentwicklung
| Jahr      | 1871 | 1881 | 1901 | 1921 | 1936 | 1951 | 1971 | 1991 | 2001 | 2022 |
| --------- | ---- | ---- | ---- | ---- | ---- | ---- | ---- | ---- | ---- | ---- |
| Einwohner | 1429 | 1288 | 1503 | 1436 | 1553 | 1925 | 1546 | 1606 | 1760 | 1928 |

Quelle: ISTAT

## Politik
Claudio Sinibaldi (Bürgerliste) wurde im Juni 2009 zum Bürgermeister gewählt. Er löste Carlo Tiberi ab, der nicht mehr kandidierte.

### Städtepartnerschaften
- Nőtincs in Ungarn

## Kultur und Sehenswürdigkeiten
Der Ort besitzt einen mittelalterlichen Stadtkern, aus dem die größeren Gebäude Palazzo Baiocchi, Palazzo Traietto und das Castello herausragen. Die Stadttore sind die Porta Romana im Norden und die Porta Napolitana im Süden.
- Im Ortszentrum steht das Castello Baronale (auch Palazzo Aldobrandini oder Corte genannt). Das mittelalterliche Gebäude, Geburtshaus von Lotario Conti, dem späteren Papst Innozenz III., wurde 1495 zerstört. Unter Kardinal Pietro Aldobrandini bekam das Castello Ende des 16. Jahrhunderts seine heutige Form.
- Palazzo Traietto – Das Gebäude wurde von den Herren von Anagni zu Anfang des 17. Jahrhunderts errichtet. Es wurde von Federico Zuccari mit Fresken ausgeschmückt.
- Im Ortsteil Rossilli befinden sich Reste einer römischen Villa mit Mosaiken. Diese wurde wahrscheinlich um 455 von den Vandalen zerstört.[2] Am gleichen Ort wurde im Mittelalter zwischen dem 8. und 9. Jahrhundert eine Benediktinerabtei errichtet, die zuerst 1182 in einer Bulle des Papstes Lucius III. bezeugt ist. Im 12. Jahrhundert ging das Kloster an die Basilianer über. Erhalten ist die dreischiffige Klosterkirche, die zu Anfang des 17. Jahrhunderts restauriert wurde.
- Fonte Meo – eine schon in römischer Zeit bekannte Quelle.
- Gavignano hat mehrere Kirchen, die Parochialkirche Santa Maria Assunta, die dem Schutzpatron des Ortes geweihte Chiesa di San Rocco und die Chiesa del Calvario.

### Regelmäßige Veranstaltungen
- Festa di Sant'Antonio – Fest mit traditionellem Pferderennen in der ersten Juliwoche
- Agosto Gavignanese – Fest im August mit Kulturprogramm, Sagra dei maccaruni alla gavignanese (örtliche Pastaspezialität), am 14. August Prozession zu Ehren des Schutzpatrons San Rocco
- Processione della Madonna delle Grazie – Fest und Prozession, 2.–3. Oktober

## Persönlichkeiten
- Papst Innozenz III. (1161–1216) wurde im Castello als Sohn des Grafen Trasimondo Conti mit dem Namen Lotario dei Conti di Segni geboren.